# Symfonie nr. 6 (Poot)
Symphonie nr. 6 een compositie voor symfonieorkest van de Belgische componist en lid van de componisten groep De Synthetisten Marcel Poot uit 1978.
Het werk werd op cd opgenomen door het Moskou Symfonie Orkest onder leiding van Frederik Devreese.